# Anost
Anost és un municipi francès, situat al departament de Saona i Loira i a la regió de Borgonya - Franc Comtat. L'any 2007 tenia 678 habitants.

## Demografia

### Població
El 2007 la població de fet d'Anost era de 678 persones. Hi havia 349 famílies, de les quals 129 eren unipersonals (35 homes vivint sols i 94 dones vivint soles), 141 parelles sense fills, 59 parelles amb fills i 20 famílies monoparentals amb fills.
La població ha evolucionat segons el següent gràfic:
Habitants censats

### Habitatges
El 2007 hi havia 760 habitatges, 354 eren l'habitatge principal de la família, 369 eren segones residències i 37 estaven desocupats. 738 eren cases i 11 eren apartaments. Dels 354 habitatges principals, 298 estaven ocupats pels seus propietaris, 42 estaven llogats i ocupats pels llogaters i 14 estaven cedits a títol gratuït; 2 tenien una cambra, 24 en tenien dues, 84 en tenien tres, 91 en tenien quatre i 153 en tenien cinc o més. 253 habitatges disposaven pel capbaix d'una plaça de pàrquing. A 184 habitatges hi havia un automòbil i a 119 n'hi havia dos o més.

### Piràmide de població
La piràmide de població per edats i sexe el 2009 era:
| Homes | Edats   | Dones |
| ----- | ------- | ----- |
| 0     | 95 o +  | 4     |
| 4     | 90 a 94 | 4     |
| 12    | 85 a 89 | 32    |
| 8     | 80 a 84 | 28    |
| 32    | 75 a 79 | 28    |
| 20    | 70 a 74 | 32    |
| 24    | 65 a 69 | 40    |
| 16    | 60 a 64 | 24    |
| 28    | 55 a 59 | 20    |
| 40    | 50 a 54 | 36    |
| 8     | 45 a 49 | 28    |
| 36    | 40 a 44 | 12    |
| 16    | 35 a 39 | 4     |
| 8     | 30 a 34 | 12    |
| 12    | 25 a 29 | 4     |
| 16    | 20 a 24 | 8     |
| 16    | 15 a 19 | 4     |
| 20    | 10 a 14 | 12    |
| 16    | 5 a 9   | 12    |
| 4     | 0 a 4   | 0     |

## Economia
El 2007 la població en edat de treballar era de 380 persones, 250 eren actives i 130 eren inactives. De les 250 persones actives 219 estaven ocupades (117 homes i 102 dones) i 31 estaven aturades (11 homes i 20 dones). De les 130 persones inactives 79 estaven jubilades, 19 estaven estudiant i 32 estaven classificades com a «altres inactius».

### Ingressos
El 2009 a Anost hi havia 359 unitats fiscals que integraven 690 persones, la mediana anual d'ingressos fiscals per persona era de 16.720 €.

### Activitats econòmiques
Dels 42 establiments que hi havia el 2007, 1 era d'una empresa alimentària, 4 d'empreses de fabricació d'altres productes industrials, 11 d'empreses de construcció, 7 d'empreses de comerç i reparació d'automòbils, 2 d'empreses de transport, 6 d'empreses d'hostatgeria i restauració, 1 d'una empresa financera, 1 d'una empresa immobiliària, 2 d'empreses de serveis, 5 d'entitats de l'administració pública i 2 d'empreses classificades com a «altres activitats de serveis».
Dels 19 establiments de servei als particulars que hi havia el 2009, 1 era una oficina de correu, 1 una oficina bancària, 1 taller de reparació d'automòbils i de material agrícola, 2 paletes, 1 guixaire pintor, 5 lampisteries, 2 electricistes, 1 perruqueria, 4 restaurants i 1 agència immobiliària.
Dels 5 establiments comercials que hi havia el 2009, 2 eren botiges de menys de 120 m², 1 una botiga de menys de 120 m², 1 una fleca i 1 una peixateria.
L'any 2000 a Anost hi havia 23 explotacions agrícoles que ocupaven un total de 610 hectàrees.

## Equipaments sanitaris i escolars
L'únic equipament sanitari que hi havia el 2009 era una farmàcia.
El 2009 hi havia 1 escola maternal integrada dins d'un grup escolar amb les comunes properes formant una escola dispersa i 1 escola elemental integrada dins d'un grup escolar amb les comunes properes formant una escola dispersa.

## Poblacions més properes
El següent diagrama mostra les poblacions més properes.